# 비살상무기
비살상무기(Non-lethal weapon, less-lethal weapon)란 비교적 목표 대상을 죽이거나 파괴하지 않고 제압할 수 있는 무기를 말한다. 비살상무기는 사상자를 최소화하여야 하는 경우나, 소동을 가라앉히고 상황의 주도권을 잡아야 할 때 사용된다. 때문에 비살상무기는 대부분 살상력이 적은 방법으로 목표를 공격하도록 설계되어 있으며, 목표에 손상을 입히기 보다는 상대방의 감각 정보를 차단, 움직임을 제한, 저항 의지를 낮추거나 행동 불능 상태로 만드는 데에 목적이 있다.

## 용도
비살상무기는 1960년대 세계 1차 대전 이후 화학 물질을 사용하는 무기 개발을 토대로 삼아 개발이 시작되었으며 다양한 용도로 쓰이기 시작했다. 비살상무기는 자기방어, 죄수 진압, 전쟁 시 민간인 통제 등에 쓰이기도 하지만, 민간인을 대상으로 한다는 특성으로 인해 특히 경찰의 폭동 진압에 많이 사용된다. 이전에는 경봉 등을 이용한 물리적 충돌로 폭동을 진압 하는 경우가 대부분이었지만, 비살상무기의 개발 이후 다양하고 효과적인 폭동 진압 전술이 가능해졌다. 1960년대 미국에서 물대포가 폭동 진압에 매우 효율적인 비살상무기라는 것이 밝혀진 이후 다양한 비살상무기들이 개발되었다.
비살상무기는 목표 대상을 제압하는데 매우 다양한 방법을 사용한다. 크게 분류를 하자면 물리적 충격을 주는 무기, 움직임을 제한하는 무기, 그리고 시각이나 후각 등 감각을 과도하게 자극하여 제한하는 무기로 나눌 수 있다. 그 외 현대적인 비살상무기는 음파나 전자파를 이용하는 것들이 있다. 비살상무기는 개인이나 군중을 목표로 쓰이는 것이 많지만, 현대적인 비살상무기 중에는 차량이나 항공기, 혹은 전자 시설 등을 목표로 하는 것들도 있다.

## 분류

### 물리적 충격을 주는 비살상무기
- 물대포(water cannon)

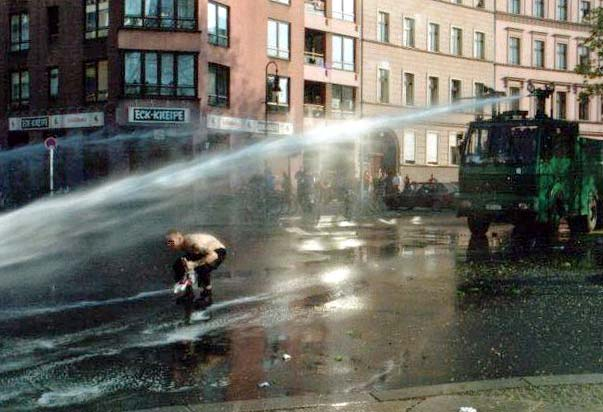
2001년 베를린 시위에서의 물대포

물대포는 고압의 물을 분출하여 대상을 저지한다. 원래는 화재 진압이 목적이지만, 20세기 중반 화재진압 시스템이 설립된 뒤 물대포가 군중을 저지하는데 매우 효과적이라는 것이 발견되었다. 미국에서는 1960년대부터 폭동 진압을 위해 물대포가 사용되었다. 직접적인 물리적 충격을 가하는 비살상무기인 만큼 FTA 진압에 사용된 후 영등포 경찰서장이 고소되는 등 신체적 피해에 대한 논란이 비교적 자주 일어나고 있다.
- 고무탄(baton rounds)

고무탄은 자체가 고무로 만들어져 있거나 고무로 코팅되어있는 총알이다. 일반적인 화기에서 사용할 수 있는 것도 있고 특수한 폭동 진압용 화기에서만 사용할 수 있는 것도 있다. 하지만 물리적 충격을 가하는 탄환인 만큼 다른 비살상무기에 비해 신체적 피해 정도가 심하다. 북아일랜드에서 조사한 90명의 고무탄 피해자 중 1명이 사망하였고, 17명이 영구적인 장애를 입었으며, 41명이 병원 치료를 받아야했었다.
- 경봉(baton)

경봉은 나무, 플라스틱, 혹은 금속 재질로 이루어진 막대기이다. 길이는 팔의 길이보다 짧으며 주로 진압용이나 호신용으로 사용된다. 비살상무기의 개발이 본격적으로 이루어지기 전 경봉으로 무장한 경찰들이 벽을 만들어 서서히 움직이는 것이 일반적인 진압 방법 중 하나였다. 현대에도 여전히 사용되고 있는 무기 중 하나로, 사망자나 부상자를 줄이기 위해 불가피한 상황이 아니라면 두개골, 흉골, 사타구니, 척추의 가격을 금하는 것이 일반적이다.

### 움직임을 제한하는 비살상무기
- 전자충격기(electroshock weapon)

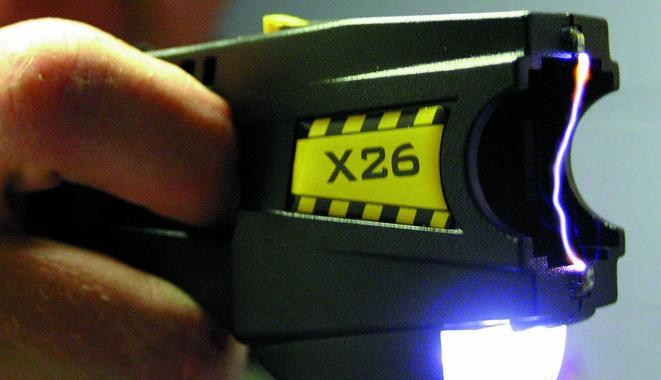
두 단자 사이로 전류를 흘려보내는 전자충격기

전자충격기는 목표 대상에 전류를 흘려보냄으로써 근육의 제어를 방해하는 무기류를 일컫는다. 전자충격기는 다양한 형태가 있으며, 근접한 거리에서 사용해야 하는 종류로는 전자 충격 경봉 등이 있고, 약간 떨어진 목표를 대상으로 하는 종류로는 테이저건이 있다. 테이저건의 경우 최대 사거리가 약 10m인 모델이 존재한다. 하지만 특정 질병을 가진 경우나 건강 상의 문제로 전자 장비를 장비하고 있는 경우 전자충격기의 사용은 매우 위험해 질 수 있다.
- 그물총(net gun)

그물총은 그물을 발사하여 목표 대상의 움직임을 제한하는 비살상무기다. 그물은 야생동물 수렵에 주로 사용되어왔으나 최근들어 폭동 진압용으로도 개발되고 있다.
- 끈끈이 거품(sticky foam)

끈끈이 거품은 접착성과 강도가 매우 높은 물질을 거품의 형태로 대상에 분사하여 움직임을 저지하는 비살상 무기이다. 비교적 살상율이 낮지만, 질식의 위험이 존재하며, 장비의 관리와 유지 보수가 어렵다는 단점이 있다.
- 표창(caltrop)

마름쇠는 날카로운 금속 조각을 바닥에 배치하여 대상의 움직임을 제한하는 무기다. 마름쇠는 비교적 오랜 기간 이용되어왔으며, 임진왜란 당시 일본군과의 전투에서 사용되었다. 네 갈래의 못이 정사면체를 이루어 바닥에 어떻게 놓이든 한 모서리가 위를 향하게 되는 구조가 일반적이다. 일반적으로는 사람의 움직임을 제한하기 위해 사용되어왔지만 현대에 들어와서는 차량의 이동을 제한하기 위한 변형도 존재한다.

### 감각을 자극하거나 제한하는 비살상무기
- 최루제(tear gas)

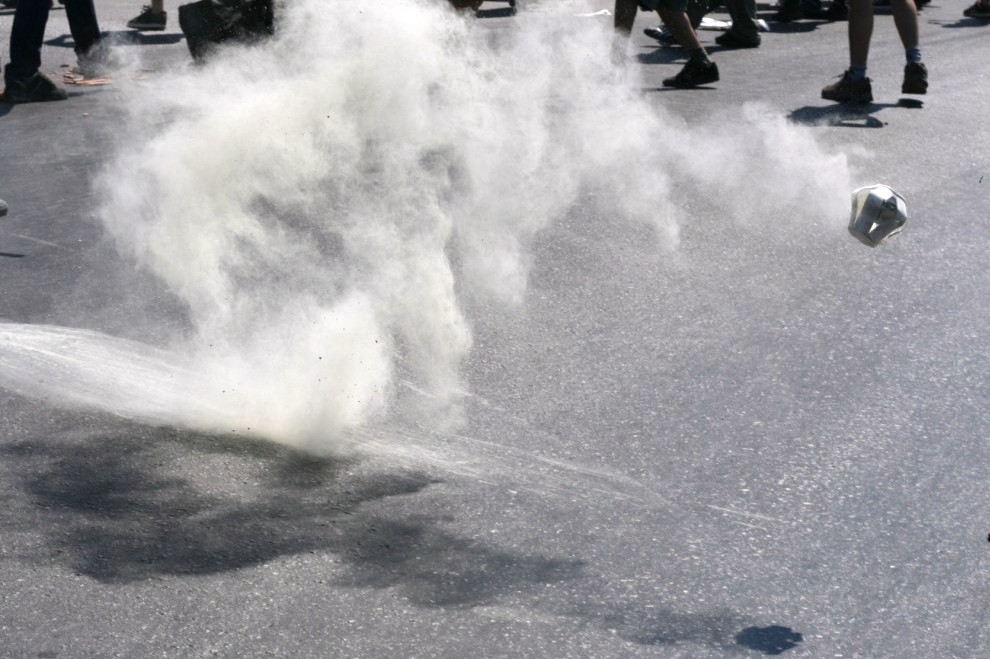
최루제

최루제는 접촉 시 시각기관을 자극하여 통증을 주고 마비시키며, 심한 경우 일시적인 실명까지 유발시키는 화합물이다. 최루제는 최루탄의 형태로 발사되거나 스프레이 형태로 분사된다. CS 가스나 OC 가스 등을 사용한다.
- 섬광탄(flash bang)

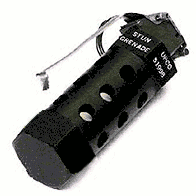
M84 섬광탄

섬광탄은 매우 짧은 순간 동안 강한 빛과 소음을 만들어 대상을 혼란에 빠뜨리는 비살상무기다. 목표 대상을 패닉에 빠뜨리기 때문에 스턴 그레네이드라고도 불린다. 1960년대 영국에서 최초로 만들어졌다. 소량의 마그네슘이나 알루미늄을 산화제와 반응시킬 때 발생하는 빛과 소리를 이용하는 무기로 별다른 살상력은 없다. 대테러 부대의 장비로 널리 채택되고 있다. 그러나 섬광탄이 폭발하면서 발생하는 열에 의해 대상이 화상을 입거나 주위의 가연성 물질이 발화할 수 있다.
- 분사기

### 기타
- 전자기 펄스(eletromagnetic pualse, EMP)

전자기 펄스는 급격한 전자기파의 방출을 일컫는다. 이러한 전자기 펄스는 일반적으로 핵 폭발로 인해 발생하며, 주변의 전자기기에 영구적인 손상을 남긴다. 이에 따라 전자기 펄스는 상대방의 전자 장비를 파괴하여 방어 시스템을 무력화시키는 비살상무기로 사용된다. 높은 고도에서 핵 폭발을 일으켜 아래의 전자장치를 파괴하는 HEMP가 존재하며, 핵 무기를 사용하지 않는 EMP를 개발이 진행되고 있다.
- 능동 해산 시스템(Active Denial System, ADS)

능동 해산 시스템은 95GHz의 고 에너지 광선을 방사하여 목표물의 표면을 가열시키는 비살상무기다. 이 가열 효과는 전자레인지의 그것과 비슷한 원리를 가지지만 투과율이 훨씬 낮기 때문에 피부의 표면만을 가열시켜 심각한 피해는 주지 않는다. 능동 해산 시스템은 노출된 목표를 수 초 내에 피부에 통증을 느끼고 저항 의지를 잃게 만든다. 능동 해산 시스템은 일반적으로 지역 방어와 폭동 진압을 위해 사용된다.
- 지향성 음향 장비(Long Range Acoustic Device, LRAD)

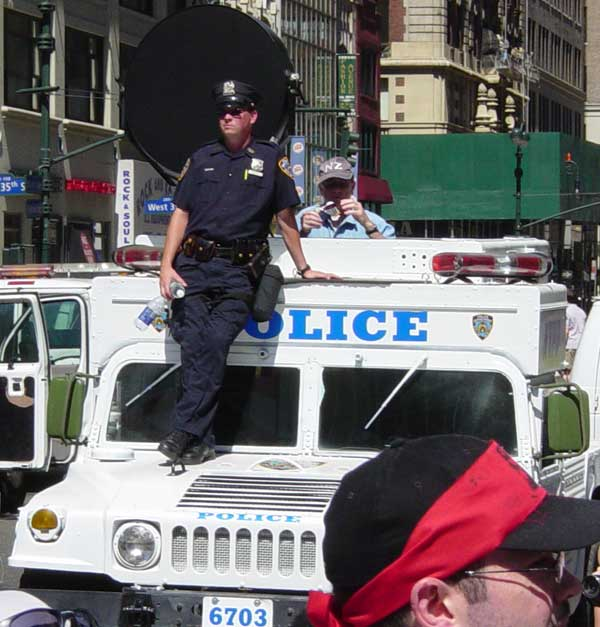
뉴욕시 경찰 차량에 탑재된 지향성 음향 장비

지향성 음향 장비, 혹은 음향 대포는 본래 선박 사이의 통신을 위해 개발되었지만 폭동 진압에 사용되기도 한다. 주로 시위자들에게 경고를 하거나2500hZ의 고음을 150 데시벨 정도의 크기로 출력하여 목표를 진압하는 효과를 가진다.

## 같이 보기
- 분사기